# Urocoras
Urocoras is een geslacht van spinnen uit de  familie van de Amaurobiidae (nachtkaardespinnen).

## Soorten
- Urocoras longispinus (Kulczyński, 1897)
- Urocoras matesianus (de Blauwe, 1973)
- Urocoras munieri (Simon, 1880)
- Urocoras nicomedis (Brignoli, 1978)
- Urocoras phthisicus (Brignoli, 1978)